# Myzostoma longitergum
Myzostoma longitergum is een ringworm uit de familie Myzostomatidae.
Myzostoma longitergum werd in 1998 voor het eerst wetenschappelijk beschreven door Eeckhaut, Grygier & Deheyn.